# Eastern European Funk
Eastern European Funk är en låt framförd av InCulto. Den är skriven av InCulto själva i samarbete med Jurgis Didžiulis.
Låten var Litauens bidrag i Eurovision Song Contest 2010 i Oslo i Norge. I semifinalen den 27 maj slutade den på tolfte plats med 44 poäng vilket inte var tillräckligt för att gå vidare till finalen.